# آدام لگزدینز
آدام لگزدینز (انگلیسی: Adam Legzdins؛ زادهٔ ۲۸ نوامبر ۱۹۸۶) بازیکن فوتبال اهل بریتانیا است.
از باشگاه‌هایی که در آن بازی کرده‌است می‌توان به باشگاه فوتبال دربی کانتی، باشگاه فوتبال برتون آلبیون، باشگاه فوتبال اولدهام اتلتیک، باشگاه فوتبال کرو آلکساندرا، باشگاه فوتبال مکلسفیلد تاون، باشگاه فوتبال ویموث، باشگاه فوتبال آلفرتون تاون، باشگاه فوتبال بیرمنگام سیتی، و باشگاه فوتبال لیتون اورینت اشاره کرد.